# BiogrAfrica Unite
BiogrAfrica Unite è un album degli Africa Unite, pubblicato nel 2008.

## Tracce
CD 1
1. When People – 4:10
2. U Man Right – 4:13
3. Politics – 4:48
4. Mr. Racist – 5:49
5. Festa italiana – 4:12
6. Salmodia – 4:35
7. Ruggine – 4:43
8. Il partigiano John – 3:43
9. Scegli – 4:25
10. Muovi – 4:17
11. Sui miei passi – 3:55
12. Sotto pressione – 4:06
13. Notti – 3:47
14. Mentre fuori piove – 5:03
15. La storia – 3:55
16. The Cage – 4:25
17. Bit Crash – 3:22
18. Play Another Game – 4:32

CD 2
1. Non sei sola (Esa remix) – 5:33
2. Soffici sapori (remix) – 3:54
3. Curtaglia (remix) – 5:35
4. Cantè – 3:55
5. Battito – 4:40
6. Molto importante (remix) – 4:12
7. Jamming (live) – 5:05 (Bob Marley)
8. Sotto pressione (Corde in Levare) – 5:15
9. Rughe indelebili (Corde in Levare) – 5:29
10. Nero su nero (Corde in Levare) – 5:54
11. Il partigiano John (Corde in Levare) – 4:09
12. Colori (Mad Professor Dub) – 5:25
13. Come in un Film (Mad Professor Dub) – 5:04
14. Last Train to Brixton – 4:26
15. Soffici Sapori (remix) – 4:17

DVD
1. U Man Right
2. Andare
3. Ruggine
4. Salmodia
5. Il partigiano John
6. Stile
7. Muovi
8. Sotto pressione
9. Tu
10. Baby Jane
11. Concrete Jungle
12. La storia
13. Mentre fuori piove
14. Amantide
15. Sotto pelle